# Victor 6000

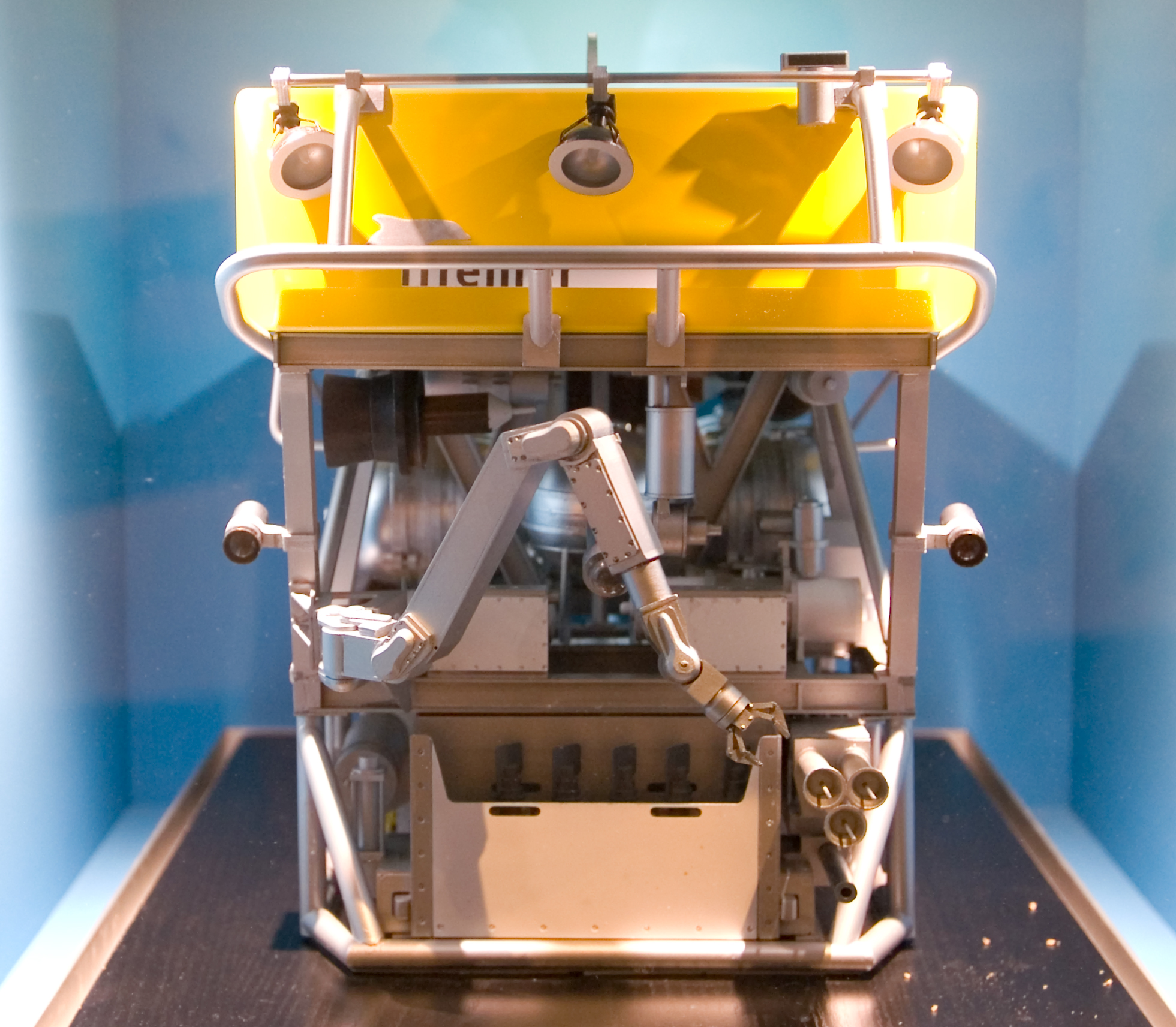
Modèle au 1/10, Musée national de la marine, Paris.

Le Victor 6000 est un véhicule sous-marin téléopéré (en anglais ROV, pour « Remotely Operated Vehicle ») conçu pour l’exploration des grands fonds par l'Ifremer avec pour chef de projet l’ingénieur Jean-François Drogou et la responsable scientifique Anne-Marie Alayse-Danet[réf. souhaitée]. Il s’agit d’un robot filoguidé, piloté à partir d’un vaisseau mère.

## Présentation
Destiné à la recherche scientifique dans le domaine de l'océanographie, VICTOR est un véhicule opéré à distance par câble électro-opto-porteur, capable d’intervenir jusqu’à 6 000 mètres de profondeur, instrumenté et modulaire, équipé de deux bras manipulateurs, qui effectue de la vidéo et des photos de très bonne qualité, et qui peut emporter et opérer divers équipements et outillages scientifiques. La partie inférieure de l'engin est constituée d’un module instrumenté et interchangeable selon la nature de la mission. Il comporte l'essentiel de l'instrumentation ainsi qu’un panier de prélèvement d'échantillons.
Ce système modulaire peut aussi servir de plate-forme technologique pour de nouveaux équipements.
À ce jour[Quand ?], Victor possède deux modules différents, un pour les prélèvements, un autre pour les mesures équipé entre autres capteurs, d’un sondeur multi-faisceaux.
Ainsi équipé, Victor peut faire :
- de la reconnaissance de longue durée de zones en mode chantier (100 × 100 km) ou en mode route ;
- de la bathymétrie fine et/ou des mesures physico-chimiques ;
- des prélèvement d’échantillons et de la manipulation d’outillages spécifiques.

Conçu principalement pour des missions scientifiques, Victor peut intervenir pour des travaux divers (assistance, recherche d’épaves, plate-forme technologique).

## Caractéristiques techniques
- Profondeur d'intervention : 6 000 m
- Poussée : 200 daN dans toutes les directions
- Vitesse : 1,5 nœud
- Masse : 4 t
- Dimensions : 3,1 × 1,8 × 2,1 m

## Carrière opérationnelle

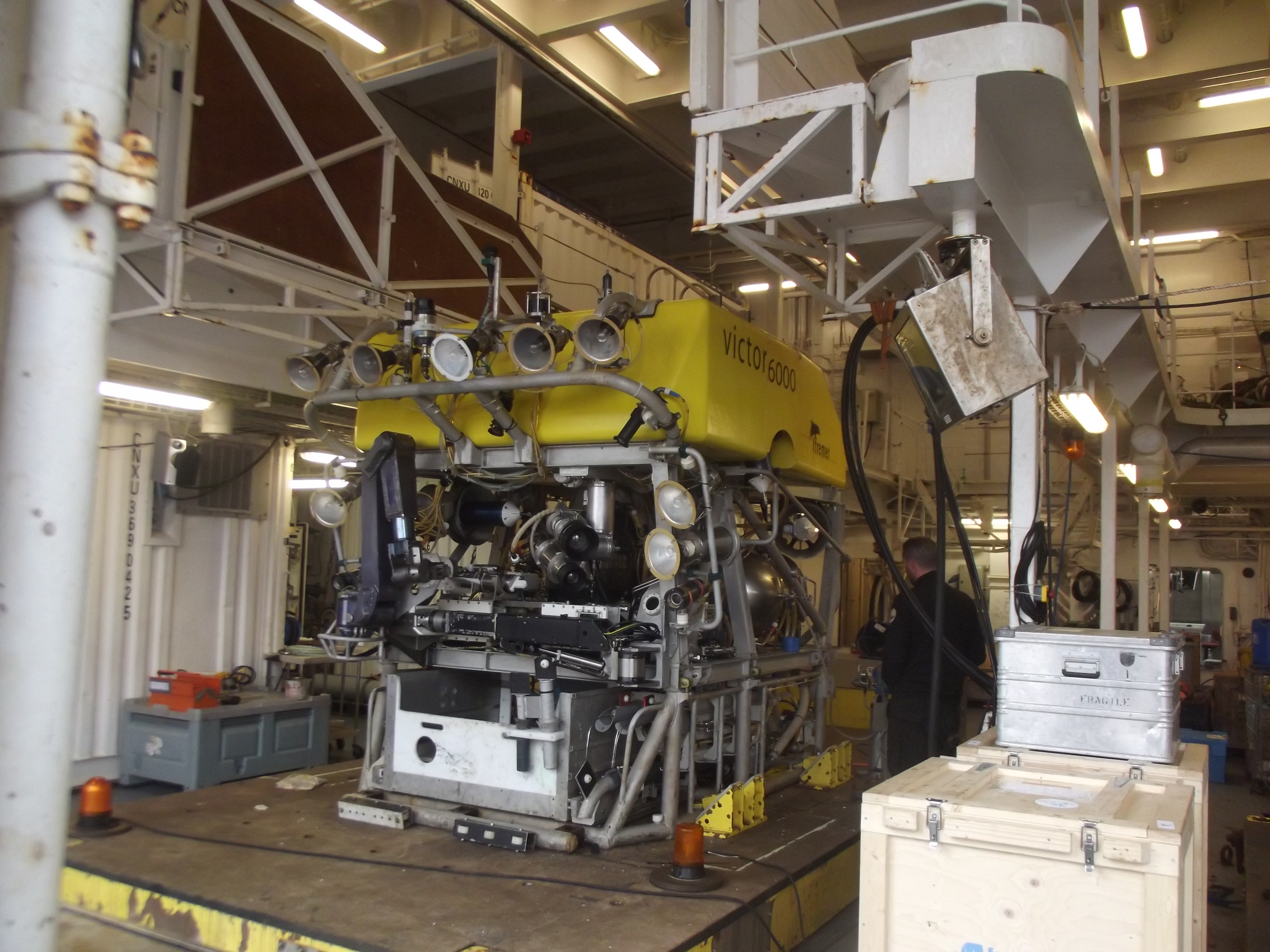
Le Victor 6000 dans le hangar du N/O Pourquoi Pas ?

Du 24 juillet au 3 septembre 1998 une campagne ESTHA2/VICTOR PREMIERE sur le N/O Thalassa, dirigée par Jean-François Drogou puis par Anne-Marie Alayse, a permis de réaliser la validation scientifique et technique du Rov Victor 6000.   
Du 30 avril au 3 juin 2002, le robot Victor 6000, embarqué à bord du navire océanographique l'Atalante, a été utilisé lors de la campagne océanographique PHARE (Peuplements hydrothermaux, leurs associations et relations avec l'environnement). Le film Phare 2002 de Jean-François Ternay rend compte de la campagne et de l’usage du robot. Il est consultable en ligne
Le 20 novembre 2020, le robot, embarqué à bord du navire de l'Ifremer Pourquoi pas ?, découvre l'épave de l'avion de chasse Aquilon 203 no 83 par 2 400 m de profondeur au sud de l'île de Porquerolles. L’appareil et son pilote de l’aéronautique navale avaient disparu en mer le 13 juin 1960 lors d'une campagne d'appontage sur le porte-avions britannique HMS Ark Royal.
En juin 2023, le robot Victor 6000 est utilisé afin de retrouver le submersible disparu Titan.